# Chairestratos (Töpfer)
Chairestratos (Χαιρέστρατος) war ein antiker attischer Töpfer um das Jahr 500 v. Chr.
Chairestratos können keine Werke zugewiesen werden, sein Name ist einzig schriftlich überliefert. Er wird in den Komastai des Phrynichos erwähnt. Es ist einer der seltenen Fälle, wo Namen von Handwerkern in der Literatur überliefert wurden. Zudem erscheint der Name auch als Lieblingsinschrift auf Vasen des Duris, unklar ist jedoch, ob sich hinter beiden Überlieferungen dieselbe Person verbirgt.